# Krkač
Krkač is een plaats in de gemeente Vrbovec in de Kroatische provincie Zagreb. De plaats telt 102 inwoners (2001).